# محمدرضا بهبهانی (پوررضا)
حاج محمدرضا بهبهانی (درگذشته اردیبهشت ۱۳۱۵ خورشیدی) معروف به پوررضا بازرگان و نماینده بوشهر در مجلس شورای ملی بود.
انتخاب پوررضا به نمایندگی در نخستین بار یکی از موضوعات بحث برانگیز دوره چهارم مجلس شورای ملی بود و تصویب اعتبارنامه او تا یک سال و نیم پس از آغاز به کار مجلس به طول انجامید. او در انتخابات پس از میرزا علی کازرونی نفر دوم شد اما حکومت بوشهر که برگزارکننده انتخابات بود وی را دارای سن قانونی (حداقل سی سال) نشناخت و به او اعتبارنامه نداد. 
در تحقیقات مداومی که در مجلس جریان داشت، پدر و پدربزرگ پوررضا و امام جمعه بوشهر گواهی کردند که سن او هنگام انتخاب ۲۴ سال بوده اما با پیگیریهای او عده دیگری از مردم بوشهر به مجلس اعلام کردند که سن پوررضا برای نمایندگی قانونی است. مشخص شد که پدر و پدربزرگ او نیز به این دلیل سنش را کمتر اعلام کرده اند که نمی خواسته اند او وارد سیاست شود. امام جمعه بوشهر نیز اعلام کرد که بر اساس حرف دیگران سن او را کمتر گواهی کرده است. 
سرانجام اعتبارنامه پوررضا تنها با اکثریت یک رأی (۳۹ رأی موافق در برابر ۳۸ رأی مخالف) در ۲۷ آذر ۱۳۰۱ خورشیدی از تصویب مجلس شورای ملی گذشت. شیخ اسدالله محلاتی نماینده خوانسار و گلپایگان در اعتراض به تصویب اعتبارنامه از جلسه خارج شد و با توجه به اینکه پنج نماینده نیز رأی ممتنع داده بودند، اعتبارنامه پوررضا را دارای اکثریت رآی موافق ندانست. او در پایان جلسه بازگشت و پیشنهاد داد کمیسیونی شش نفره از نمایندگان تشکیل شود و با مراجعه به قانون اساسی نظر خود را درباره این نوع رأی گیری اعلام کند. این درخواست در جلسه بعد مجلس مطرح اما پذیرفته نشد. 
در سال ۱۳۰۹ پوررضا بار دیگر به نمایندگی بوشهر به مجلس شورای ملی رفت (دوره هشتم) و کرسی نمایندگی خود را تا در دوره دهم حفظ کرد. در همین دوره از پایان سال ۱۳۱۴ تجارت و نمایندگی مجلس را رها کرد و به عتبات عالیات رفت و در آنجا مجاور شد و به عبادت پرداخت  و پس از مدت کوتاهی درگذشت و در نجف به خاک سپرده شد. حاج محتشم‌السلطنه اسفندیاری رئیس مجلس شورای ملی هنگام اعلام خبر درگذشت پوررضا در مجلس او را «ایرانى واقعى و مسلمان حقیقى و تاجر به تمام معنى» توصیف کرد و گفت: 

«حقیقتاً خادم مملکت و براى خدمت به مملکت همیشه ساعى و نسبت به ضعفا و فقرا واقعاً دستگیر و کارهاى خیر را همیشه جاهد و نسبت به دوستانش وفادار و نسبت به عموم خیرخواه بود. براى سعادت این آدم همین قدر بس که در حیات خودش با این که مشاغل زیاد داشت، همه را ریخت و به پاى خودش راه آخرت را پیش گرفت». 